# Bohumil Hypšman
Bohumil Hübschmann, od úřední změny jména roku 1945 Bohumil Hypšman (10. ledna 1878 Praha – 3. listopadu 1961 Praha), byl český architekt a urbanista.
Svou tvorbou navazoval na svého vídeňského učitele, jednoho z předních tvůrců moderní architektury Otto Wagnera, a zabýval se harmonickým spojením moderní architektury s historickou zástavbou města. V letech 1921–1928 působil ve Státní regulační komisi, která řešila urbanistický rozvoj Velké Prahy, hlavního města nového státu.
Mezi jeho významné stavební realizace patří dům Pohřebního bratrstva u Starého židovského hřbitova v Praze, urbanisticky nejvýznamnější je přestavba Emauzského kláštera a řešení prostoru pod ním na Palackého náměstí a sousedním prostranství na Rašínově nábřeží. Byl členem Spolku výtvarných umělců Mánes a Klubu Za starou Prahu.

## Život
Narodil se v rodině krejčovského tovaryše Antonína Hübschmanna a jeho manželky Anny, rozené Sadilové. V početné rodině byl čtvrtým z osmi dětí. Jeho bratr Antonín Hübschmann (1884–1914) byl též architekt, padl za I. světové války na srbské frontě.
V roce 1899 odešel do Vídně studovat na Akademii výtvarných umění. Studia začal v ateliéru Viktora Luntze, následujícího roku přešel do ateliéru Otto Wagnera na Speciální škole pro architekturu (Specialschule für Architektur) a jeho školní práce byla oceněna zlatou medailí. Během studií pracoval v ateliéru Bedřicha Ohmanna.
Dne 3. srpna 1903 se v Praze oženil s Marií Němcovou (* 1877), se kterou měl syny Bohumila (* 1905), Aleše (1907–1945, padl v Pražském povstání, má na zdi vily pamětní desku), Zdeňka (* 1909) a Miloše (* 1911).
Po návratu ze studií ve Vídni v roce 1904 nejprve pracoval v ateliéru stavitele Quida Bělského. V roce 1906 založil vlastní projekční ateliér.
Byl členem SVU Mánes v letech 1905–1908 a od roku 1920. Jeho vlastní vila stojí v pražských Střešovicích, nedaleko zastávky tramvaje Sibeliova. Slouží jako obytný dům a je veřejnosti nepřístupná.
Zemřel roku 1961 a byl pohřben na Olšanských hřbitovech.

## Dílo
- 1901–1902 Škola pro neslyšící, Praha-Smíchov, Holečkova
- 1903–1905 Hotely Arcivévoda Štěpán a Garni, Praha-Nové Město, čp. 825 a 826, Václavské náměstí 25 a 27, spoluautoři: Bedřich Bendelmayer, Jan Letzel, Alois Dryák
- 1904–1905 Vila Františka Metelky, Boženy Němcové 116/7, Plzeň-Severní Předměstí[12]
- 1905 Vily v Mělníce (1907 tzv. Wenzlova vila[13])
- 1907 Odkolkův mlýn, Praha-Vysočany
- 1908 Výstavní pavilon potravin a další práce pro Jubilejní výstavu 1908[14][15]
- 1908–1909 Rodinný dům, Praha-Bubeneč, čp. 286, Pod Kaštany 18
- 1909–1911 Akciový parní mlýn v Holešovicích, Praha-Holešovice, čp. 1037, U Uranie 14
- 1910–1911 Dům pohřebního bratrstva Chevra kadiša, Praha-Josefov, Široká 5-7[16]
- 1910–1912 Obchodní a nájemní dům Františka Matějovského, Praha-Staré Město, čp. 949, Národní třída 19
- 1913, 1921 Strojírna Ing. Otakar Podhajský, Praha-Hostivař, čp. 233, 260, U Pekáren
- 1918–1921, 1930 Pražské sklárny, Praha-Hostivař, čp. 225, 260, U Pekáren
- 1918–1922 Hostivařské mlýny a pekárny, Praha-Hostivař, čp. 1309, U Továren 4
- 1921–1925 Nájemní dům, Praha-Vyšehrad, čp. 20, Vratislavova 24
- 1923–1925 Elektrárna Ervěnice
- 1923–1931 Areál ministerstev Pod Emauzy, Praha-Nové Město, čp. 375, Palackého náměstí, náměstí Pod Emauzy
- 1924 Rodinný dům, Praha, čp. 105, Holečkova
- 1925–1927 Nemocenská pojišťovna (později poliklinika a poté Česká správa sociálního zabezpečení), Praha, čp. 1235, Lannova, spoluautor: František Roith
- 1926–1927 Továrna na dusíkatá hnojiva, Ostrava
- 1926–1929 Vlastní rodinný dům, Praha-Střešovice, čp. 565, U Laboratoře 4
- 1928–1929 Přístavba bývalé Plodinové burzy, čp. 866, Praha, Senovážné náměstí[17]
- 1940 areál Masarykovy školy v Litoměřicích[18][19]

### Význam díla
Václav Vilém Štech ocenil v nekrologu v Literárních novinách Hypšmanovy zásluhy o obohacení Prahy a současného zachování jejích historických hodnot. Zmínil např. jeho příspěvek k zachování pražského panoramatu přeložením plavebního kanálu za Střelecký ostrov či k vytvoření nových hodnot prostranství v blízkosti Palackého pomníku.
Hypšmanovy názory dokladuje jeho stanovisko z roku 1946, kdy se vyslovil k vítěznému návrhu na dostavbu Staroměstské radnice. Dostavbu nezavrhoval, ale stavěl se důrazně za zachování architektonického rázu náměstí.
| „                                       | ...šel od světové architektury k domácím starostem. Stále se vracel k Praze a zachraňoval, kde jen mohl, její světový obsah. | “ |
| — V. V. Štech, Literární noviny 46/1961 | |   |

## Galerie

Stavby Bohumila Hübschmanna
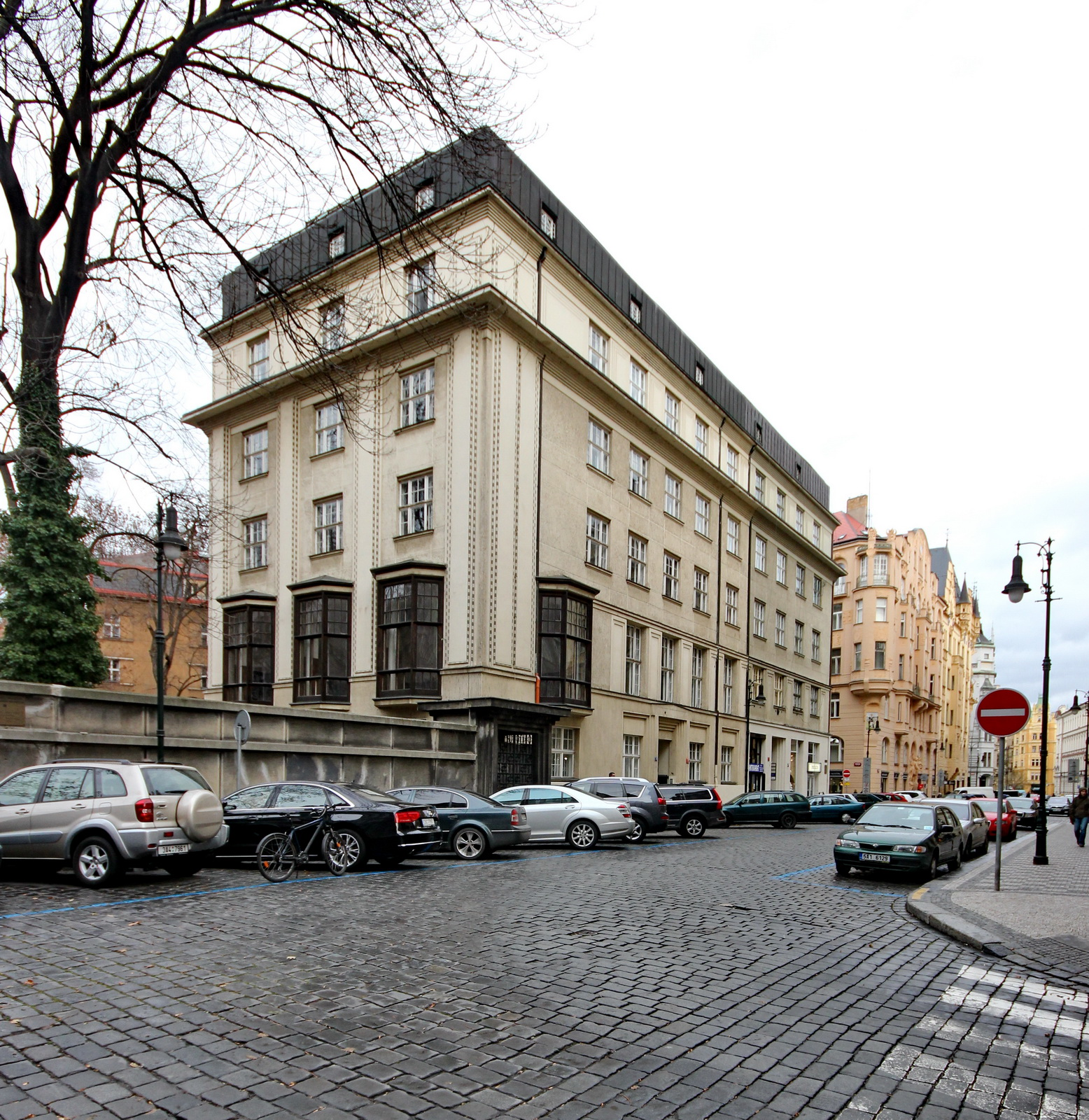
Dům pohřebního bratrstva Chevra kadiša, Praha-Josefov, Široká 5-7 (1910–1911)
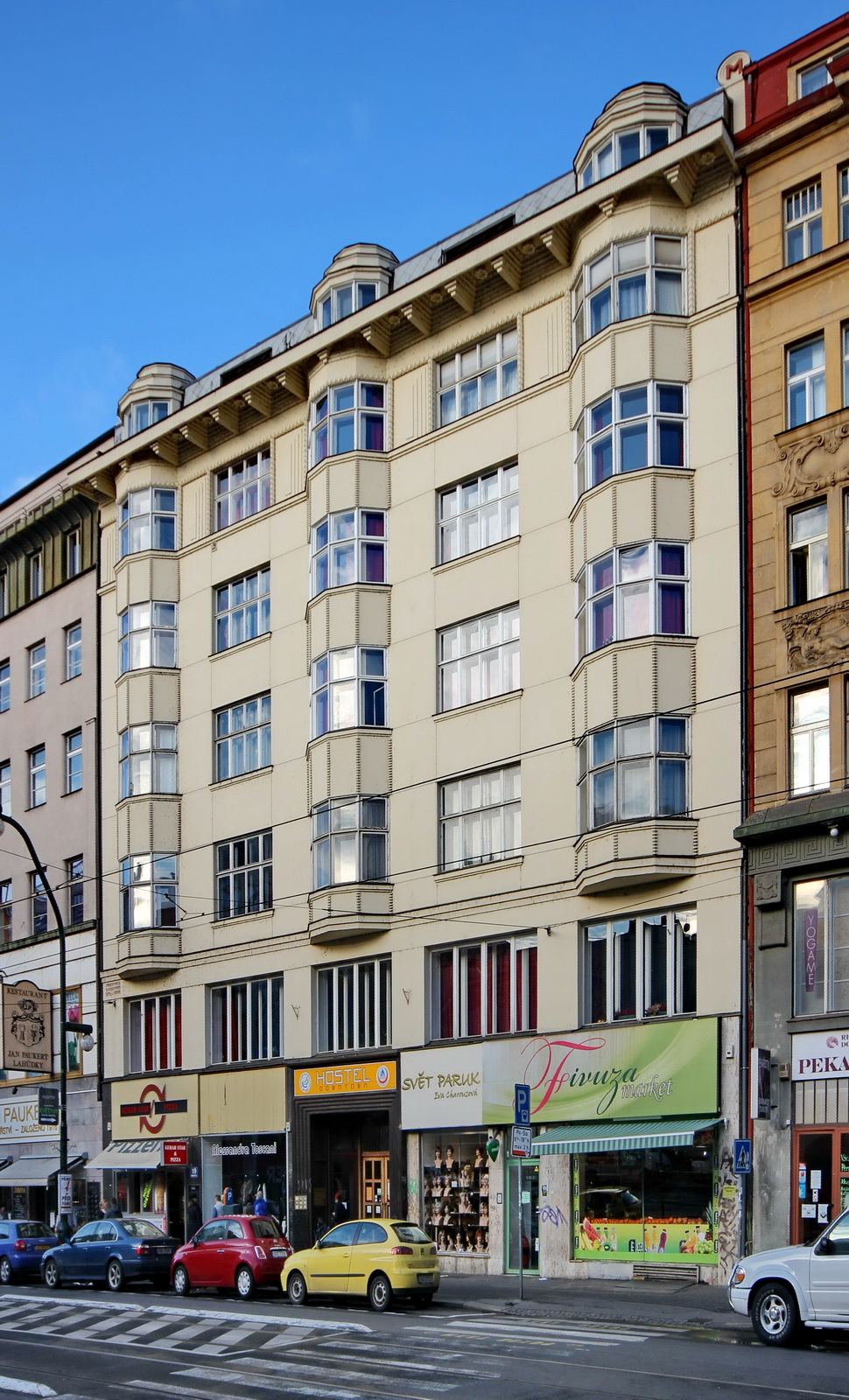
Obchodní a nájemní dům Františka Matějovského, čp. 949, Praha, Národní třída 19 (1910–1912)
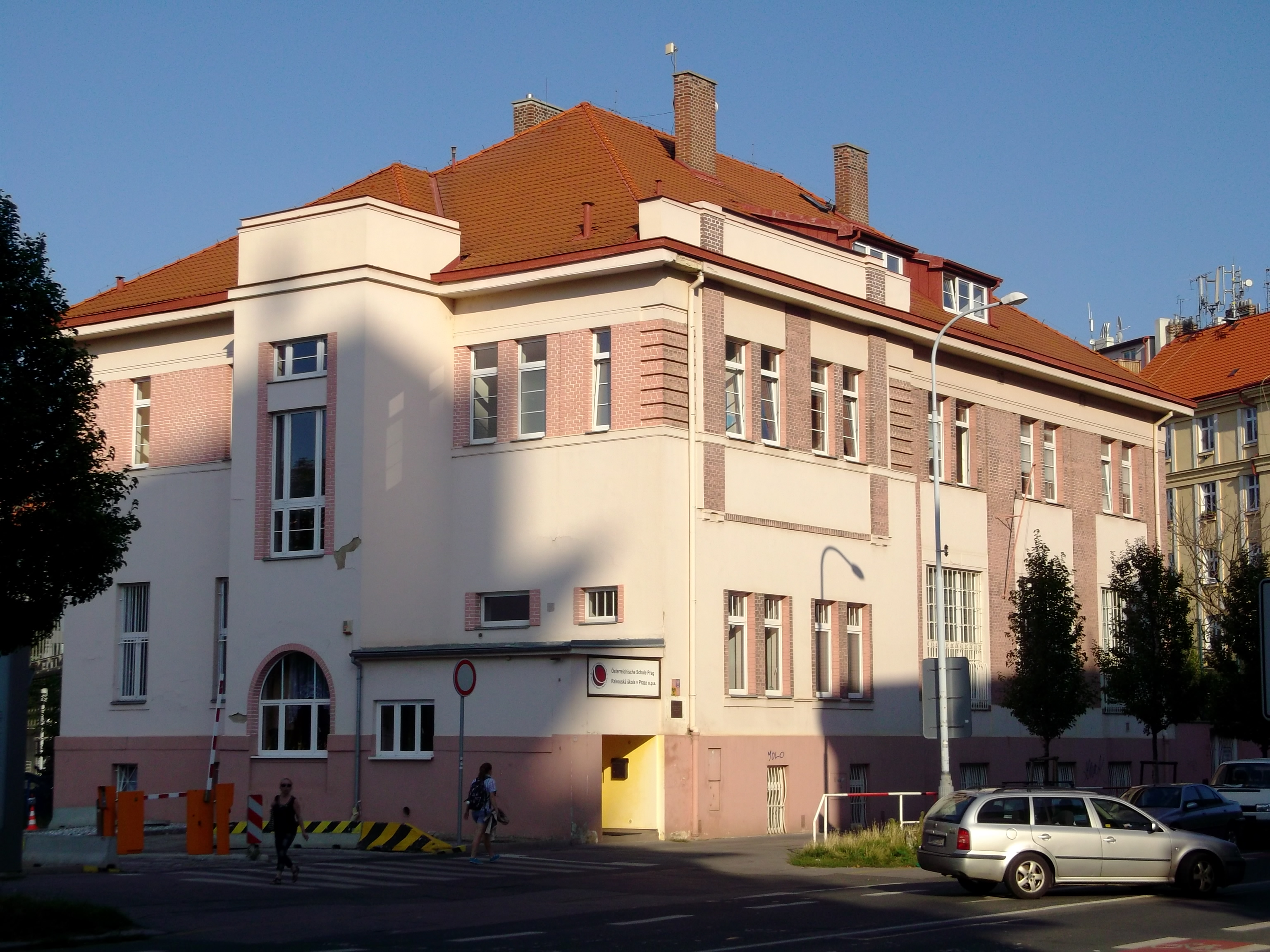
Akciový parní mlýn - administrativní budova, Praha, U Uranie 14 (1911)
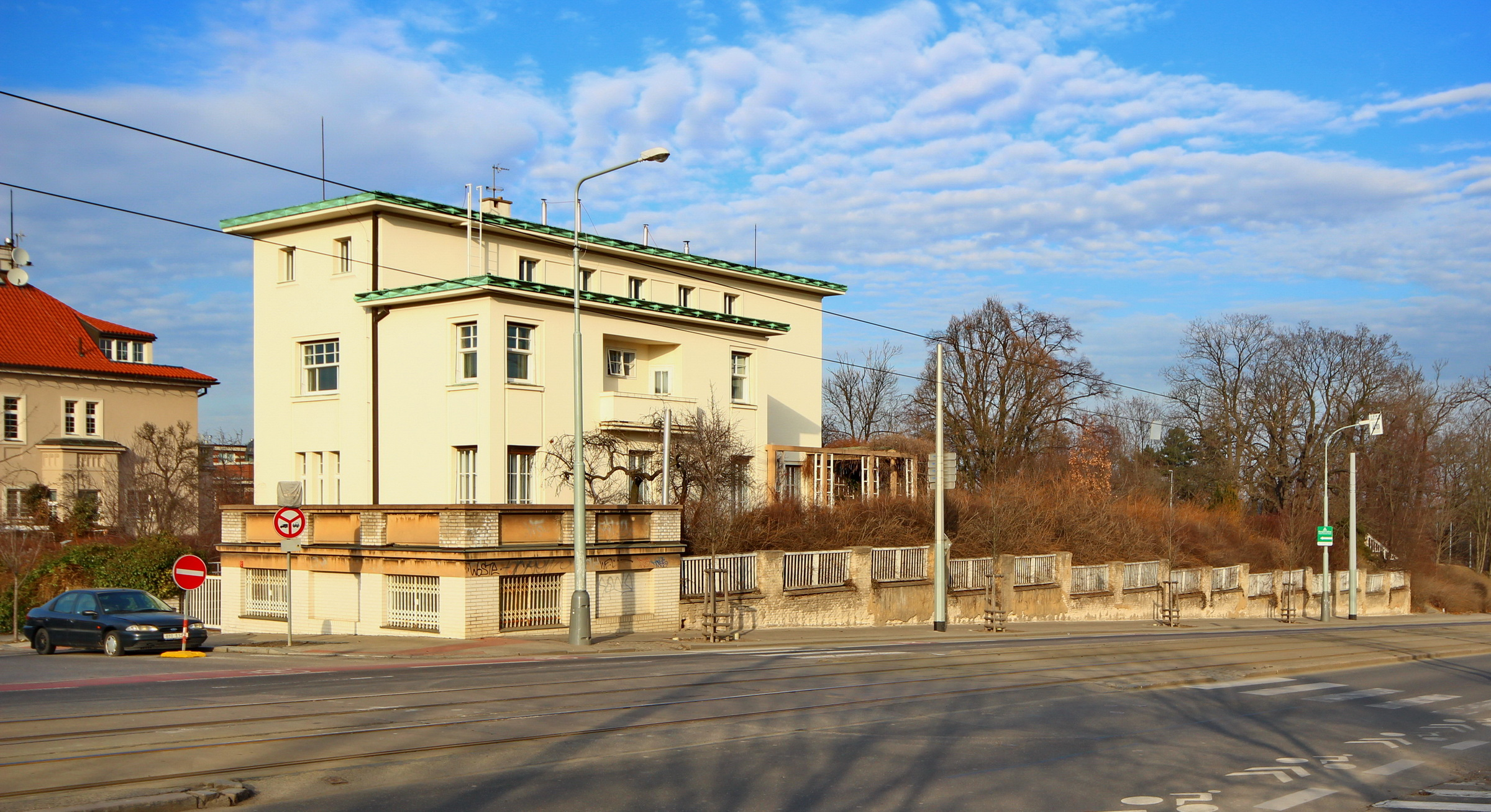
Vlastní vila, Praha-Střešovice, U Laboratoře 4 (1927)
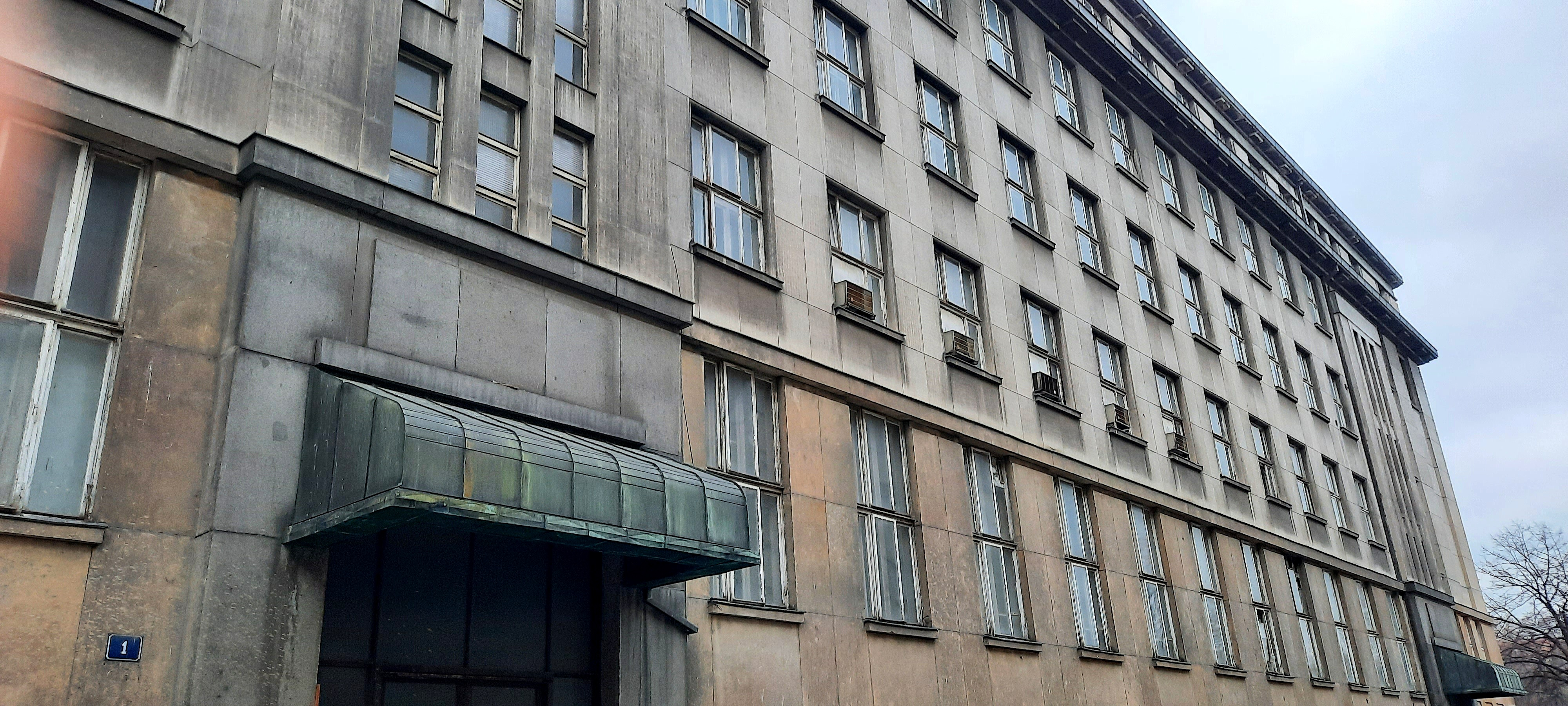
Budova okresní nemocenské pojišťovny (čp. 1235), Praha 1, U Nemocenské pojišťovny 1 (1926 – 1927)